# 防黴剤
防黴剤（ぼうばいざい／ぼうかびざい）とは、カビの発生または増殖を防ぎ、あるいは除去するための薬剤。普通は工業用途、食品用途（食品添加物、ポストハーベスト農薬も含む）あるいは飼料添加物に用いるものを指す。工業用途では「ぼうばいざい」、食品用途では「防かび剤」「かび防止剤」などと呼ぶ場合が多いが、特に決まりはない。
カビ以外の真菌、または細菌や藻類にも効く物質を含み、分野によっては広い意味の防腐剤、抗菌剤などに含める場合もある。

## 例
- 工業用
  - イソチアゾロン系
  - アゾール系
  - ブロノポール
  - クロロタロニル
  - メチルスルホニルテトラクロルピリジン
  - カルベンダジム
  - チアベンダゾール
  - フルオロフォルペット
  - 二酢酸ナトリウム
  - ジヨードメチルパラトリルスルホン
- 食品用
  - オルトフェニルフェノール
  - ビフェニル
  - チアベンダゾール
  - イマザリル

## その他
農薬ではカビ・細菌を標的とするものを併せて殺菌剤という。また医薬品でカビ（あるいは真菌）による感染症の治療に用いるものは抗真菌薬という。これらは防黴剤とは呼ばないが、互いに一部共通の化合物（群）も用いられる。